# 프레디 프리먼
프레드릭 찰스 프리먼 (Frederick Charles Freeman, 1989년 9월 12일~)은 메이저 리그 베이스볼의 로스앤젤레스 다저스를 위하여 1루수로 활약하는 프로 야구 선수로 미국과 캐나다 이중 국적을 가지고 있다.  2010년 프리먼은 애틀랜타 브레이브스와 자신의 메이저 리그 데뷔를 하여 그들과 함께 12개의 시즌을 위하여 활약하였다.  브레이브스가 휴스턴 애스트로스에 2021년 월드 시리즈를 우승한 후, 프리먼은 자유 계약 선수로 들어가 다저스와 6년, 1억 6천 2백만 달러 계약을 맺었다.
9회의 메이저 리그 베이스볼 올스타와 2회의 월드 시리즈 챔피언인 프리먼은 1회의 골드글러브 (2018년), 3회의 실버 슬러거 상 (2019년, 2020년과 2021년) 그리고 1회의내셔널 리그 MVP (2020년)이었다.  2024년 그는  첫 끝내기 그랜드 슬램을 포함하여 하나의 홈런과 함께 월드 시리즈 역사상 연속적 기록을 세운 후에 월드 시리즈 MVP 상을 수상하였다.
국제 대회에서 프리먼은 캐나다 야구 국가대표팀에 활약한다.

## 초기 생애
캘리포니아주 파운틴밸리에서 프레더릭과 로즈메리 프리먼에게 태어났다.  그의 부모는 둘다 프레더릭의 직무의 관련된 약속 때문에 온타리오주로부터 미국 캘리포니아주로 이주했던 캐나다인들이었으며 모친이 피터버러 출신이었던 동안 부친은 윈저에서 왔다.  프레디가 10세때 로즈메리는 흑색종으로 사망하였고 프리먼은 항상 그녀의 추억을 영예하는 데 경기가 열린 동안 긴팔 셔츠를 입는다.  프레디 프리먼은 2명의 형 앤드루와 필립이 있으며 6세대 구세군 신자이다.  프리먼의 부모가 둘다 캐나다에서 태어났기 때문에 프리먼은 캐나다와 미국 이중 국적을 보유한다.
프리먼은 캘리포니아 에인절스의 팬으로 자라왔다.  6세때 그는 연상이었던 오렌지에서 온 리틀 리그 베이스볼 선수들과 함께 연습하였다.  7세의 나이에 그는 9세 선수들의 팀에 놓였다.  프리먼이 9세가 될 때 그는 12세 선수들과 활약하는 데 지정되었다.  프리먼은 엘 모데나 고등학교에서 수학하여 3루수와 투수로 활약하였다.  2007년 시니어로서 프리먼은 .417 타율을 치고 투수로서 6 승 1 패의 기록을 가졌다.  《오렌지 카운티 레지스터》는 그를 2007년 올해의 선수로 임명하였다.  그는 캘 스테이트 풀러턴 타이탄스를 위하여 대학 야구를 하는 데 캘리포니아 주립 대학교 풀러턴과 함께 의향서에 서명하였다.

## 프로 경력

### 드래프트와 마이너 리그
애틀랜타 브레이브스는 2007년 메이저 리그 베이스볼 드래프트의 78번째 전체 선발과 함께 두번째 라운드에서 프리먼을 선발하였다.  프리먼은 4십 9천 5백 달러를 위하여 팀과 계약을 맺어 자신의 대학 장학금을 포기하였다.  그는 2007년 걸프 코스트 브레이브스와 자신의 프로 데뷔를 하고 2008년 클래스-A 사우스 애틀랜틱 리그의 롬 브레이브스를 위하여 활약하였다.  그는 2009년 시즌 전에 베이스볼 아메리카에 의하여 브레이브스의 최고 전망 선수로 임명되었다.
프리먼은 2008년 시즌을 클래스-A 진출 캐롤라이나 리그의 머틀비치 펠리컨스와 시작하고 시즌 동안 클래스-AA 서던 리그의 미시시피 브레이브스로 승진되었다.  베이스볼 아메리카는 자신들의 2009년 미드시즌 톱 25명 중에 전체 11번째 최고 전망 선수로 순위에 놓았다.  2009년 8월 그는 손목 부상을 당했다.  2009년 시즌이 끝난 후, 프리먼은 애리조나 폴 리그의 페오리아 사구아로스에 가입하였다.  그는 2010년 시즌을 클래스-AAA 인터내셔널 리그의 그위넷 브레이브스와 함께 시작하였다.

### 애틀랜타 브레이브스 (2010년-2021년)

#### 2010년
2010년 9월 1일 프리먼은 애틀랜타 브레이브스의 9월 소집의 일부로서 팀으로 소집되고 같은 날 자신의 메이저 리그 베이스볼 데뷔를 하였다.  9월 5일 그는 플로리다 말린스의 투수 클레이 헨즐리에 자신의 첫 경력 메이저 리그 안타를 얻고, 9월 21일 필라델피아 필리스의 투수 로이 할러데이에 자신의 첫 메이저 리그 홈런을 쳤다.  그는 브레이브스와 20개의 경기를 활약하고 .167 점을 타구하였다.  프리먼은 브레이브스의 플레이오프 명단의 일부가 아니었다.  그는 이때 피닉스 데저트 독스를 위하여 활약하는 데 애리조나 폴 리그로 돌아왔다.

#### 2011년
프리먼은 브레이브스를 위하여 출발 1루수로서 2011년 시즌을 시작하였다.  느린 시작 후에 그의 상연은 향샹되었고 그는 올해의 신인 선수 상을 위하여 강한 후보로서 언급되었다.  7월 4일 프리먼은 자신의 첫 다수 홈런 경기를 위하여 콜로라도 로키스를 상대로 자신의 2개의 홈런을 쳤다.  프리먼은 행크 에런이 1954년 이 위업을 달성한 이래 50개의 타점에 도달하는 데 브레이브스의 첫 신인 선수였다.  그는 7월을 위하여 이번 달의 내셔널 리그 신인 선수로 임명되었고 그달 동안 프리먼은 27개의 경기들에서 38개의 안타, .362의 타율과 .433의 출루율과 함께 전체의 메이저 리그 신인 선수들을 이끌었다.  그는 또한 6개의 홈런과 17개의 득점과 함께 전체의 내셔널 리그 신인 선수들을 이끌기도 했다.
8월에 프리먼과 댄 어글라는 현대 시대에서 동시에 20개의 경기 연속 안타를 가지는 데 브레이브스의 첫 일원들이 되었다.  프리먼의 연속 기록은 8월 7일 20개의 경기들에서 끝났다.  프리먼은 활약한 157개의 경기들에서 32개의 2루타, 21개의 홈런과 76개의 타점과 함께 .282 점을 타구한 2011년을 끝냈다.
프리먼은 내셔널 리그 올해의 신인상 비밀 투표에서 동료 크레이그 킴브렐에 밀려 2위로 왔다.  킴브렐과 프리먼은 1989년 시카고 컵스의 제롬 월턴과 드와이트 스미스가 1위와 2위로 왔던 동안 1위와 2위로 끝나는 데 첫 동료 선수들이었다.  2명의 브레이브스 선수들이 톱 5에 끝냈던 또다른 단 하나의 시간은 조직이 아직도 밀워키에 위치했던 동안 진 콘리가 1954년 시즌의 3번째 최고 신인 선수로 투표되고 행크 에런은 4위를 했던 것이었다.

#### 2012년
2012년 프리먼은 147개의 활약한 경기들에서 33개의 2루타, 23개의 홈런과 94개의 타점과 함께 .259 점을 타구하면서 내셔널 리그를 이끄는 9개의 희생 플라이를 가졌다.

#### 2013년
2013년 프리먼은 그해 메이저 리그 베이스볼 올스타전 최종 투표를 위하여 결승자로서 선발되어 기록을 세운 총 1천 9백 7십만 팬들의 투표와 함께 이겼으나 경기가 열리기 3일 전에 엄지손가락 부상 때문에 경기를 활약할 수 없었다.  프리먼은 147개의 활약한 경기들에서 23개의 홈런과 109개의 타점과 더불어 .319의 타율과 함께 2013년 시즌을 끝냈다.

#### 2014년

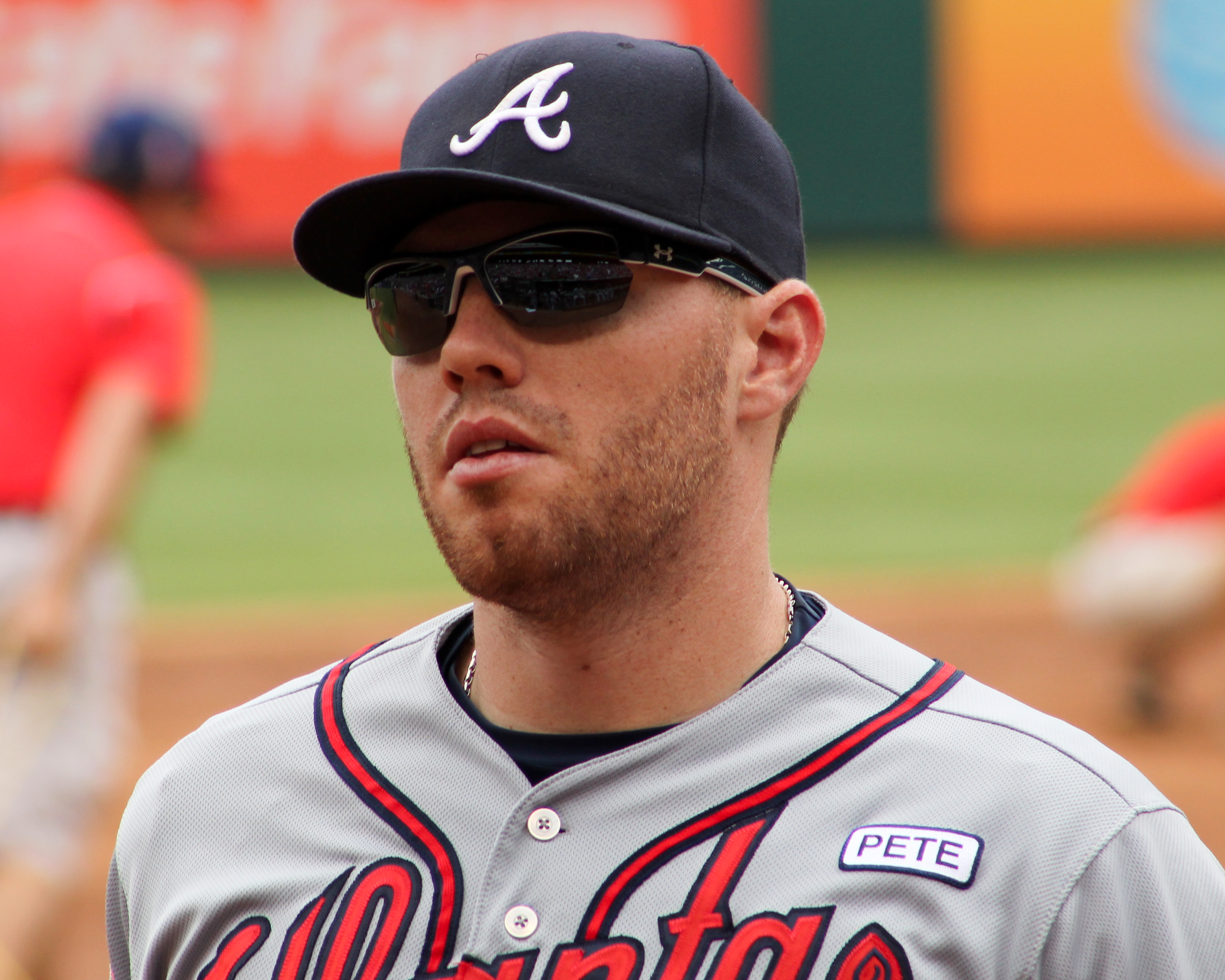
2014년의 프리먼

2014년 2월 4일 프리먼은 8년, 1억 3천 5백만 달러 연장으로 동의하였다.  프리먼은 2014년에 두번째로 올스타전으로 임명되어 경기의 마지막 3개의 이닝을 활약하였다.  그는 그해 타율과 OPS에서 팀을 이끌었으며 또한 활약한 이닝들을 위하여 프랜차이즈 기록을 세우기도 했다.  6월 27일 필라델피아 필리스를 상대로 경기가 열린 동안 프리먼은 방송인 톰 매카시에 의하여 잡힌 좌익수 쪽으로 카일 켄드릭에 3점 홈런을 쳤다.  프리먼은 90개의 볼넷, 43개의 2루타, 18개의 홈런과 78개의 타점과 함께 전체의 162개 경기들에 나오면서 2014년을 끝냈다.

#### 2015년
2015년 6월 17일 프리먼은 뉴욕 메츠를 상대로 6월 13일 경기가 열린 동안 원래 삐었던 자신의 오른쪽 손목으로 부상과 함께 매일로 나열되었다.  그는 보스턴 레드삭스를 상대로 6월 18일 경기를 놓쳐 당시 메이저 리그를 이끌었던 234개의 활약한 연속적 경기의 안타를 끝냈다.  프리먼은 6월 23일 15일간 장애자 명단에 공식적으로 놓였고 곧 후에 혈소판 풍부 혈장 주사를 맞았다.  7월 3일 그는 활성화 가능했으나 자신이 장애자 명단으로부터 제외된지 3일 후에 7월 28일까지 활동으로 돌아오지 않았다.  시즌을 위하여 프리먼은 2011녀 이래 자신의 가장 적은 활약인 118개의 경기들에서 18개의 홈런과 66개의 타점과 함께 .276 타율을 쳤다.

#### 2016년
단장 존 코폴렐라는 2014년-2015년 오프 시즌에서 팀의 거래를 위하여 책임을 가지데 되었고 브레이브스의 재건에 큰 역할을 하여 많은 선수들을 이적시켰다.  하지만 2015년-2016년 오프 시즌 동안 코폴렐라는 되풀이적으로 자신이 프리먼을 이적시키지 않을 것을 진술하였다.  2016년 시즌의 시작에 프리먼은 자신의 오프 시즌 준비에 부정적인 영향을 이전 해에 손목 부상에 불구하고 필드에 팀을 이끌 것으로 기대되었다.  프리먼은 시즌을 시작하는 데 어려운 시작을 가졌으나 6월에 잘 타구하기 시작했다.  6월 15일 프리먼은 신시내티 레즈를 상대로 9 대 8의 승리에서 자신의 첫 사이클링 히트를 쳤다.  그는 그 상연의 곧 후에 이번주의 내셔널 리그 선수로 임명되었다.  프리먼은 2016년 자신의 첫 30개 홈런 시즌을 기록하여 자신의 시즌의 이번주의 선수 상을 주장한지 짧은 후에 9월 13일 그 절정에 도달하였다.  같은 날에 그는 자신의 경력의 500번째 득점을 만들었다.  9월 29일 프리먼의 8월 24일에 시작된 30개의 경기 연속 안타 행진은 필라델피아 필리스를 상대로 0 대 4의 밤과 함께 정지되었다.  그것은 또한 끝난 더욱 큰 46개의 경기 출루율의 일부로 지내왔다.  정규 시즌의 마지막 두번째 주 동안 프리먼은 또다시 이번주의 선수로 인정을 받고 그해의 말기에 9월을 위한 이번달의 내셔널 리그 선수로 임명되었다.  2016년 전체로 봐서 프리먼은 .302의 타율, 43개의 2루타, 34개의 홈런과 91개의 타점과 함께 158개의 경기들을 활약하였다.  시즌을 위하여 그는 직선타 퍼센티지 (29.1%)에서 전채의 메이저 리그 타자들을 이끌었다.  그는 내셔널 리그 MVP 상의 투표에 6위로 왔다.

#### 2017년

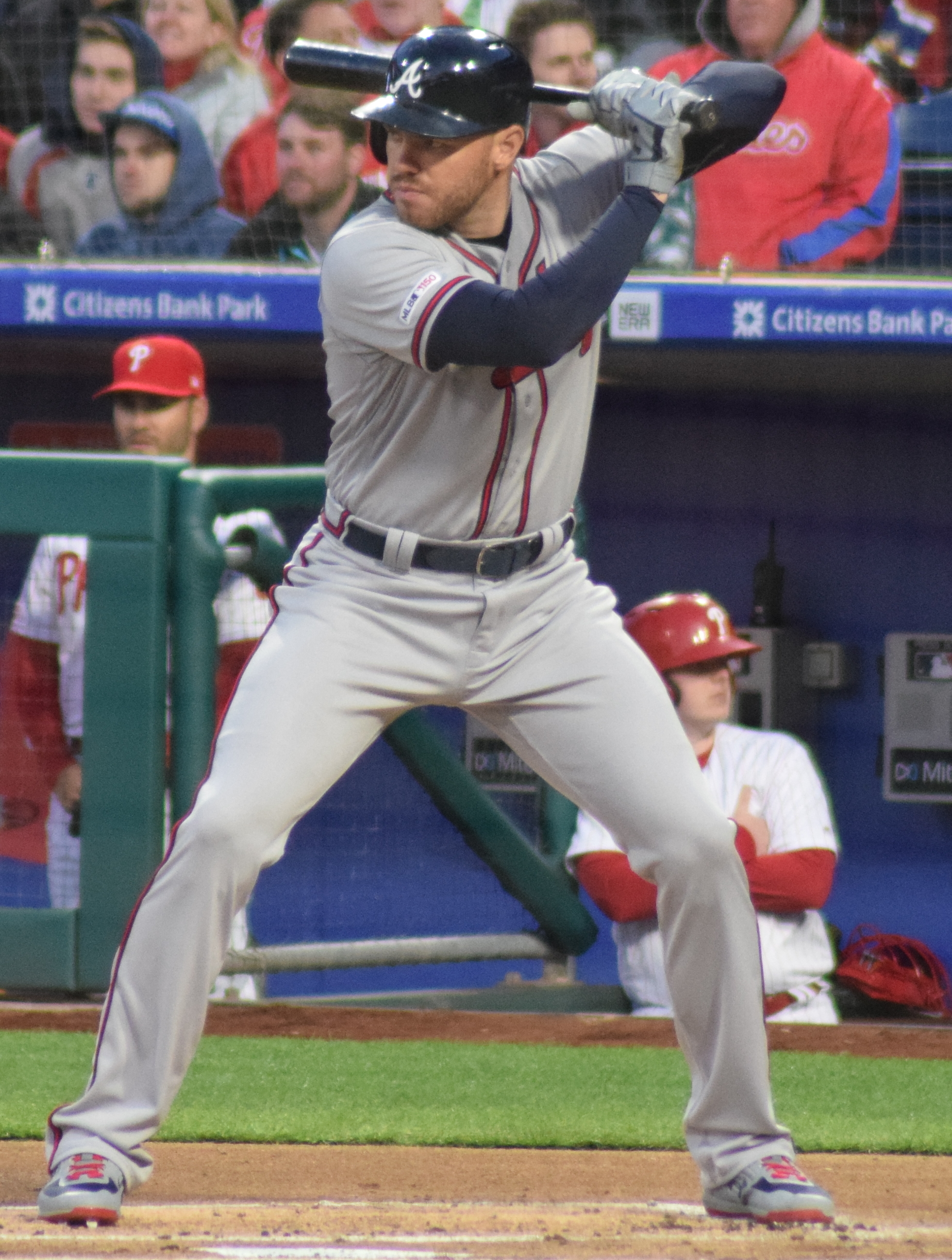
2019년의 프리먼

프리먼은 뉴욕 메츠를 상대로 오프닝 데이에 출발 1루수였고 하나의 3루타를 포함하여 3 대 4로 갔다.  선트러스트 파크에서 첫 경기에서 프리먼은 2개의 득점에서 2루타를 쳤다.  그는 샌디에이고 파드리스의 투구를 지속적으로 찢어 놓아 시리즈에서 3개의 홈런을 쳤다.  4월 19일 워싱턴 내셔널스를 상대로 그는 솔로 홈런과 함께 출루하는 데 가장 많은 연속적 본루 출연들을 위하여 프랜차이즈 기록을 세웠다.
5월 17일 프리먼은 토론토 블루제이스의 아론 룹의 투구에 의하여 맞아 경기에서 떠나는 결과를 가져왔다.  MRI와 CT 스캔은 이후에 그의 왼손에 비전위 골절을 확인하여 최대 10주 동안 그를 제외시켰다.  당시 프리먼은 MVP 상을 위하여 초반 후보로 14개와 함께 홈런에서 리그를 이끌었고 출루율과 장타율에서 2위에 놓였다.
자신의 손 부상을 회복시킨 동안 프리먼은 2017년 6월 1루수에서 자신의 대체 선수 맷 애덤스가 잘 치고 있었기 때문에 자신의 복귀에 3루수를 활약하는 데 제공받았다는 것을 진술하였다.  7월 1일 프리먼은 자신이 3루수를 활약했던 재활 과제에 트리플-A 그위넷 브레이브스와 나타났다.  3일 후에 애틀랜타로 돌아와 휴스턴 애스트로스를 상대로 3루수에 시작하였다.  7월 6일 워싱턴 내셔널스를 상대로 경기에서 자신의 1,000번째 경력 안타를 기록하였다.  브레이브스의 감독 브라이언 스닛커는 8월에 시즌 후반 승진들이 필요했던 다른 선수들에게 부상으로서 프리먼은 정규적으로 더 이상 3루수를 활약할 것이 아니라고 진술하였고 프리먼을 1루수로 복귀하는 데 허용하였다.
그는 2010년 이래 자신의 최저의 총사로 117개의 경기 만을 활약함에 불구하고 28개의 홈런과 71개의 타점과 함께 .307 점을 타구하여 시즌을 끝냈다.  그는 홈런, 타율에서 브레이브스를 이끌고 타점에서 2위였다.

#### 2018년
2017년 10월 프리먼은 2012년 이래 나타났던 시력 문제들을 고치는 데 라식 수술을 받았다.  그는 내셔널 리그의 출발 1루수로서 자신의 3번째 올스타전으로 선발되었다.  그는 또한 2018년 홈런 더비에 참가하는 데 초청을 받아들였다.
프리먼은 191개와 함께 기본 안타에서 내셔널 리그를 이끄는 선수로서 정규 시즌을 끝냈다.  휘트 메리필드 만이 메이저 리그 베이스볼에서 더욱 많이 가졌다.  그는 또한 타율 (.309), 출루율 (.388), 장타율 (.505), 2루타 (44개), 볼넷 (76개)와 타점 (98개)에서 브레이브스의 팀을 이끄는 선수로서 끝내기도 했다.  시즌을 위하여 그는 직선타 퍼센티지 (32.3%)에서 전체의 메이저 리그 타자들을 이끌었다.
시카고 컵스의 앤서니 리조와 더불어 프리먼은 내셔널 리그에서 1루수를 위하여 2018년 골드글러브를 수상하였다.  프리먼의 동료 선수들 엔데르 인시아르테와 닉 마캐키스는 각각 중견수와 우익수를 위하여 똑같은 상을 수상하여 같은 시즌에 3명의 브레이브스 선수들이 영예를 얻는 데 처음으로 특정을 지었다.  추가적으로 프리먼은 2018년 올해의 윌슨 방어적 선수 상을 받고 내셔널 리그 MVP 상 투표에서 4위를 했다.

#### 2019년
미드 시즌에 프리먼은 2019년 메이저 리그 베이스볼 올스타전에서 1루수에 내셔널 리그 출발 선수로서 선발되었다.  출년은 경기에서 그의 2연속 출발이자 전체로 그의 4번째 올스타 선발이었다.
2019년에 프리머는 38개의 홈런과 121개의 타점과 함께 .295/.389/.549 점을 타구하여 직선타 퍼센티지 (27.5%)에서 전체의 내셔널 리그 타자들을 이끌었다.  프리먼과 동료 선수들 로날드 아쿠냐 주니어와 아지 알비에스는 각각 1루수, 외야수와 2루수로 2019년 실버 슬러거 상을 수상하였으며 프리먼은 또한 2연속 시즌을 위하여 올해으 윌슨 방어적 선수 상을 수상하기도 했다.
10월 18일 그가 골극을 제거하는 데 오른쪽 팔꿈치 수술을 받았다는 것이 밝혀졌다.  프리먼은 골극이 최근의 세월에 자신을 괴롭혔다는 것을 인정하였다.  그것은 9월 13일 처음으로 발견되었다.

#### 2020년:내셔널 리그 MVP
2020년 7월 프리먼은 시즌이 시작되기 전에 코로나19 범유행 검사에서 양성 반응이 나왔다.  그는 냄새의 손실과 높은 열병을 경험한 몇명의 유증상 메이저 리그 베이스볼 환자들 중의 하나였다.  그는 짧아진 시즌의 오프닝 데이 전에 열린 어떤 훈련 캠프 활동들에 참가하는 시간에 회복하였다. 9월 4일 프리먼은 워싱턴 내셔널스를 상대로 두번째 연속 경기에서 자신의 첫 경력 그랜드 슬램을 쳤다.  이틀 후에 그는 내셔널스의 투수 카일 피네건에 또다른 그랜드 슬램을 쳤다.  9월 9일 그는 하나의 홈런과 함께 1,500개의 경력 안타에 도달하였다.  마이애미 말린스를 상대로 똑같은 경기가 열린 동난 그는 6개의 득점을 기록하면서 경력 사상 기록을 세웠다.
프리먼은 13개의 홈런과 53개의 타점과 함께 .341 점을 타구한 60개 경기의 짧아진 정규 시즌을 끝냈다.  그는 23개의 2루타와 51개의 득점과 함께 메이저 리그를 이끌었다.  프리먼의 공격적인 상연은 그에게 두번째 실버 슬러거 상이 수상되었다.  그는 내셔널 리그 MVP로 임명되어 1999년 치퍼 존스 이래 상을 수상하는 데 첫 브레이브스 선수가 되었다.  프리먼은 또한 올해의 베이스볼 다이제스트 올해의 메이저 리그 베이스볼 선수, 베이스볼 아메리카 올해의 선수, 올해의 MLBPA 플레이어스 초이스와 MLBPA 플레이어스 초이스 NL 뛰어난 선수로서 투표되었다.  추가적으로 그는 2020년 내셔널 리그 행크 에런 상이 수여되어 2005년 앤드루 존스에 이어 상을 수상하는 데 프랜차이즈 역사상 두번째 선수가 되었다.

#### 2021년:첫 월드 시리즈 우승

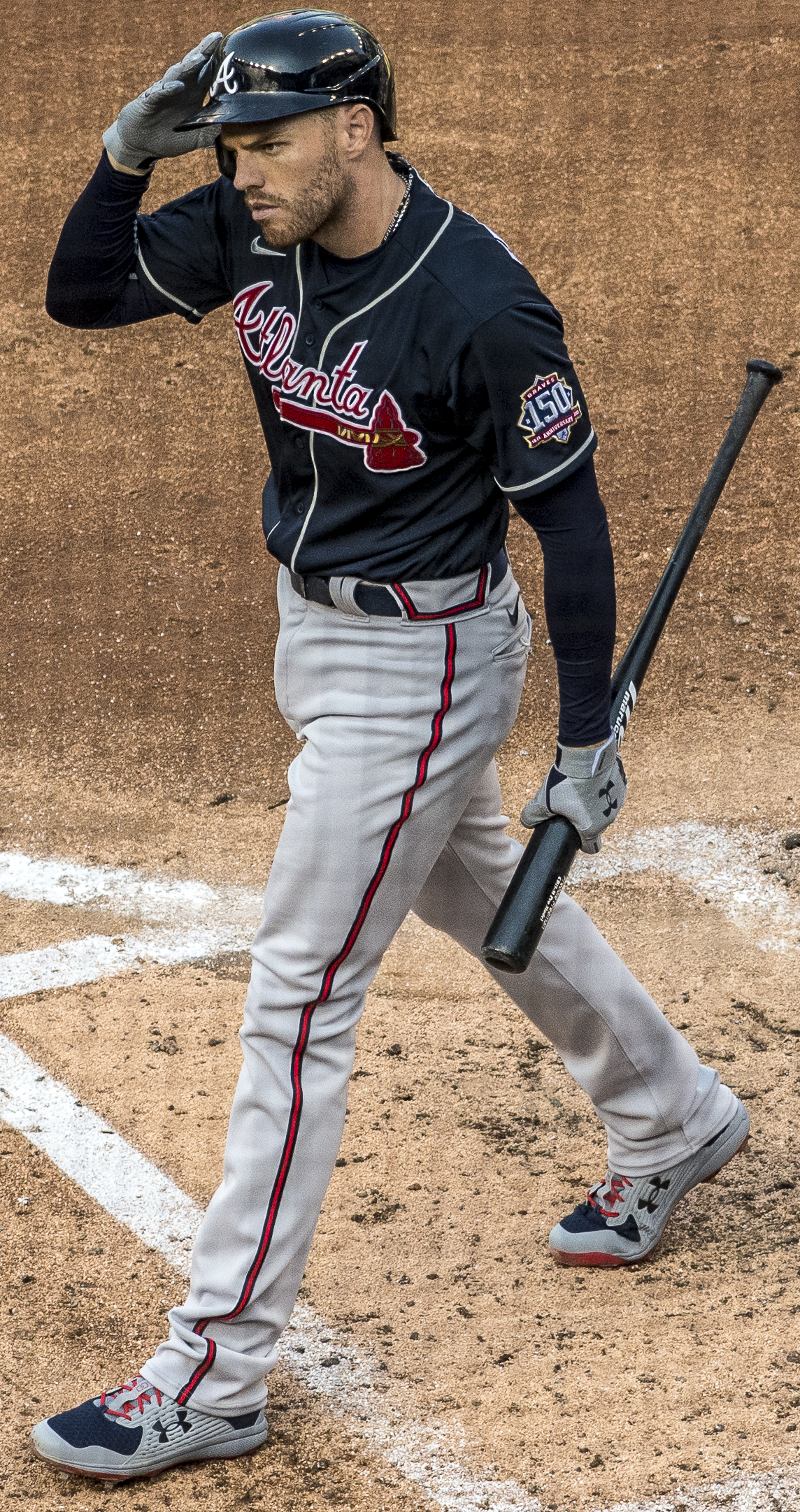
2021년 브레이브스와 자신의 최종 시즌 동안 타석 후의 프리먼

프리먼은 2021년 올스타전을 위하여 내셔널 리그의 출발 1루수로 임명되었다.  8월 18일 그는 말린스를 상대로 사이클링 히트를 쳤다.  이것은 애틀랜타 브레이브스 선수가 해낸 것에 4번째, 프리먼을 위하여 두번째 그리고 브레이브스 역사상 9번째 만이었다.  그의 두번째 경력 사이클링 히트는 그의 타율을 .301 점으로 향상시켰다.  2021년 브레이브스는 각각의 출발 내야수가 최소의 25개의 홈런을 친 것에 메이저 리그 베이스볼 역사상 두번째 팀이 되었다.  10월 12일 프리먼은 밀워키 브루어스를 상대로 동점을 매겨진 내셔널 리그 디비전 시리즈 4번째 경기에서 8번째 이닝의 말기에 경기를 우승할 것으로 보인 솔로 홈런을 쳤다.  4 대 4로 팽팽하게 맞선 경기에서 이 홈런은 2연속 해를 위하여 내셔널 리그 챔피언십 시리즈로 진출하는 데 브레이브스를 허용하였다.
브레이브스는 그해 월드 시리즈에서 휴스턴 애스트로스를 향했다.  5번째 경기에서 프리먼은 460 피트의 홈런을 쳤다.  프리먼이 시리즈의 풋아웃을 기록하면서 브레이브스는 6개의 경기들에서 애스트로스를 꺾었다.  프리먼은 자신의 3연속 실버 슬러거 상과 첫 베이브 루스상을 받았다.  그는 브레이브스 만이 월드 시리즈와 MVP 상을 수상하면서 행크 에런, 치퍼 존스와 조니 에버스에 가입하였다.
브레이브스와 프리먼의 계약의 마지막 해는 2021년이었고 그는 브레이브스와 남아있는 데 넓게 기대되었다.  프리먼은 자신의 전체 경력을 위하여 브레이브스와 남아있는 데 욕망을 말했다.  프리먼과 브레이브스는 거래 마감일이 있기 전에 브레이브스가 만든 5년, 1억 2천 5백만 달러 제공을 포함한 2021년 시즌 동난 새로운 계약을 위한 재공들을 교환하였다.  프리먼은 이어진 시즌에 브레이브스의 퀄러파잉 오퍼를 거절하였고 자신의 경력에서 처음으로 자유 계약 선수가 되었다.  오프 시즌 동안 브레이브스는 보고적으로 그들의 제공을 5년과 1억 4천 달러로 늘였으나 프리먼과 그의 대리인은 6번째 해를 고집하였다.  프리먼의 대리인은 브레이브스에게 최후 통첩을 내려 그들에게 2개의 제안을 제공하고 그들 중의 하나를 받아들이는 데 1시간을 주었다.  브레이브스는 둘다 거절하였고 제안을 철회하였다.  이어진 날에 브레이브스는 1루수 맷 올슨을 오클랜드 애슬레틱스로부터 취득하였고 올슨은 8년 연장으로 계약하여 브레이브스 선수로서 프리먼의 임기를 효과적으로 마감하였다.

### 로스앤젤레스 다저스 (2022년-현재)
로스앤젤레스 다저스를 포함한 다른 팀들이 오프 시즌 동안 프리먼을 추구하였고 애틀랜타에서 미래가 없으면서 프리먼은 남가주에 있는 집으로 돌아가기로 결정하쎠다.  2022년 3월 18일 그는 다저스와 함께 6년, 1억 6천 2백만 달러의 계약을 맺었다.

#### 2022년
4월 8일 프리먼은 자신의 다저스 데뷔를 하여 콜로라도 로키스를 상대로 타선에서 두번째 타자로 나서 볼넷과 함께 1 대 3으로 갔다.  4월 18일 다저 스타디움에서 다저스와 브레이브스 사이의 경기가 있기 전에 프리먼은 브레이브스의 감독 브라이언 스닛커와 타구 코치 케빈 사이처가 수상식에 참석하면서 자신의 20201년 실버 슬러 상이 수여되었다.  이어진 경기에서 자신의 이전 팀을 상대로 또한 자신의 첫 경력 타수였던 것에 다저스 선수로서 자신의 첫 홈런을 쳤다.  6월 24일 트루이스트 파크에서 다저스가 브레이브스와 경기를 가지기 전에 그의 월드 시리즈 링이 수여되었다.  며칠 후에 프리먼이 자시의 대리인과 감독 팀을 해고시켰다는 잘못된 보고가 나왔다.
7월 17일 프리먼은 올스타전으로 임명되어 내셔널 리그 로스터에 스탈링 마르테를 대체하였다.  2022년 159개의 경기들에서 프리먼은 직선타 퍼센티지 (27.5%)에서 메이저 리그 선수들을 이끄는 것은 물론 199개의 안타와 47개의 2루타와 함께 메이저 리그 베이스볼을 이끌었다.  그의 타율은 .325 점에 내셔널 리그에서 2위였고 21개의 홈런과 100개의 타점을 가졌다.

#### 2023년
2023년 5월 18일 프리먼은 자신의 300번째 경력 홈런, 즉 세인트루이스 카디널스의 헤네시스 카브레라에 그랜드 슬램을 쳤다.  대략 1달 후에 프리먼은 자신의 2,000번째 경력 안타를 얻어 그렇게 하는 데 295번째 메이저 리그 베이스볼 선수가 되었다.  미드 시즌에 프리먼은 자신의 3연속 선발로 올스타전에 내셔널 리그를 위하여 출발 1루수로 임명되었다.   9월 8일 프리먼은 자신의 시즌의 53번째 2루타를 쳐 1929년 브루클린 로빈스와 함께 조니 프레더릭에 의하여 보유되었던 다저스 프랜차이즈 기록을 깼다.  9월 22일 샌프란시스코 자이언츠를 상대로 그는 자신의 시즌의 200번째 안타를 들어 2004년 아드리안 벨트레 이래 그렇게 하는 데 첫 다저스 선수가 되었다.  그는 같은 시즌에 20개의 홈런, 20개의 도루와 200개의 안타를 가지는 데 역사상 단 하나의 1루수가 되었다.  161개의 경기들에서 프리먼은 .331의 타율, 211개의 안타, 29개의 홈런, 102개의 타점, 102개의 득점과 메이저 리그 베이스볼을 이끄는 59개의 2루타와 함께 끝냈다.  방어적으로 그는 자신의 포지션에서 리그를 이끄는 .999의 수비율을 위하여 활약한 1,378과 3분의 1 이닝에서 1,260개의 수비 기회에서 단 하나의 오류를 일으켰다.

#### 2024년:두번째 챔피언십과 월드 시리즈 MVP
2024년 5월 20일 애리조나 다이아몬드백스를 상대로 경기가 열린 동안 프리먼은 투수 슬레이드 세코니에 자신의 6번째 그랜드 슬램을 쳤다.  7월 19일 프리먼은 레드삭스의 투수 브레넌 버나디노에 또다른 그랜드 슬램을 쳤다.  하지만 그의 3세의 아들이 이벤트가 열린 동안 바이러스 감염과 함께 내려와 이후에 마비가 되고 입원하여 인공 호흡기가 달아졌다.  프리먼은 자신의 아들을 돌보는 데 8개의 경기들을 놓쳤다.  그는 2015년 시즌 이래 자신의 최저로 22개의 홈런, 89개의 타점과 .282의 타율과 함께 147개의 경기들에서 활약하였다.
프리먼은 내셔널 리그 디비전 시리즈에서 자신을 방해했던 9월 26일 다저스의 홈 결승전에서 심각한 발목 염좌를 겪었다.  그는 아직도 5개의 경기들 중에 4개에서 아직도 활약할 수 있어 .286 점을 타구하였다.  부상은 그가 4개의 경기들에서 3개 만의 안타를 가지면서 내셔널 리그 챔피언십 시리즈에서 지속적으로 그를 괴롭혔고 승리를 결정지을 6번째 경기에서 배열되지 않았다.
2024년 월드 시리즈의 첫 경기에서 아직도 발목 부상의 효과를 느꼈던 동안 프리먼은 뉴욕 양키스의 네스토르 코르테스에 끝내기 그랜드 슬램을 쳐 월드 시리즈 경기에서 처음이었다.  그러고나서 그는 시리즈의 2번째, 3번째와 4번째 경기에서 홈런을 쳐 월드 시리즈의 첫 4개의 경기들에서 홈런을 치는 데 첫 선수가 되었다.  그는 또한 시리즈에서 6개의 득점과 하나의 3루타와 함께 .300 점을 타구한 동안 하나의 홈런과 함께 자신의 월드 시리즈 경기들의 연속 안타 기록을 6개로 연장하였다.  시리즈에서 그의 12개의 타점은 프랜차이즈 기록을 세웠고 1960년 보비 리처드슨에 의하여 세워진 월드 시리즈 기록을 동점매겼다.  다저스는 5개의 경기에서 시리즈를 우승하고 프리먼은 월드 시리즈 MVP 상을 수상하였다.
시즌 후에 프리먼은 자신의 부상당한 발목에 수술을 받았다.

#### 2025년
프리먼은 2025년 시리즈를 시작하는 데 시초적으로 도쿄 시리즈를 위한 배열되었으나 왼쪽 갈비뼈의 불편의 이유로 첫 경기로부터 긁혔다.  5월 5일 프리먼은 투수 샌디 알칸타라에 자신의 350번째 경력 홈런을 쳤다.  다음날 프리먼은 또한 마이애미 말린스를 상대로 6번째 이닝의 정상에서 솔로 홈런을 치기도 했다.  그 홈런과 함께 프리먼은 말린스를 상대로 자신의 42번째 경력 홈런을 폭파하여 말린스를 상대로 아무 선수에 의하여 가장 많은 홈런이었다.  5월 12일 프리먼은 3개의 홈런, 12개의 타점과 7개의 장타와 함께 12 루 24 타로 간 후에 5월 5일-5월 11일을 위하여 이번주의 내셔널 리그 선수로 임명되었다.  팬들은 그의 5번째 출발로 올스타전으로 시작하는 데 프리먼을 선발하였다.

## 국제 경력
고등학생으로서 프리먼은 멕시코에서 열린 2005년 U-15 야구 월드컵에서 미국 U-15 내셔널 팀과 활약하여 은메달을 땄다.
자신의 부모를 통하여 캐나다 시민권을 보유하는 프리먼은 2017년 월드 베이스볼 클래식에서 그의 대표를 캐나다로 옮겼다.  토너먼트에서 프리먼은 2개의 안타와 3개의 스트라이크아웃과 함께 .182/.182/.182 점을 쳤다.  2023년 월드 베이스볼 클래식에서 프리먼은 다시 캐나다를 위하여 활약하였다.  그는 2개의 안타와 1개의 볼넷과 함께 10개의 타수에서 .200/.273/.200 점을 타구하였다.  캐나다는 미국과 멕시코에 밀려 Pool C에서 3위를 하여 토노먼트로부터 물러났으나 다음 월드 베이스볼 클래식을 위하여 합격하였다.

## 개인 생활
2014년 프리먼은 첼시 고프에게 결혼하였다.  그녀는 《Say Yes to the DressːAtlanta》의 시즌 8, 15회에 나왔다.  부부는 3명의 아들을 두었다.  프리먼의 막내 아들 맥시머스는 2024년 길랑-바레 증후군과 진단되었다.  프리먼이 브레이브스와 활약했던 동안 그와 그의 가족은 야구 시즌 동안에 애틀랜타에서, 그리고 오프 시즌 동안 캘리포니아주에서 살았다.  다저스와 계약을 맺은지 짧은 후에 그는 코로나델마르에서 다저 스타디움으로 통근하였고 자신의 애틀랜타 저택을 유지하는 데 계획을 세웠다.  이후에 그는 스튜디오시티에 있는 집을 임대하기 시작하였다.
2014년 겨울 폭풍이 일어난 동안 프리먼은 움직이자 않고 있었던 교통 체증에 갇혔다.  프리먼은 전직 동료 선수 치퍼 존스가 그의 전지형차에 도착했을 때까지 4시간 동안 갇혀 있다가 존스가 프리먼을 구출하였다.  2016년 1월 애틀랜타 브레이브스는 이어진 시즌을 위하여 "치퍼가 프레디를 구하는" 흔들머리 인형 증정 행사를 공고하였다.  이것은 프랜차이즈를 위하여 홍보 행사로 이용되었다.
프리먼의 사촌 카슨 브랜스틴은 프로 테니스 선수이다.